# Santo Stefano Quisquina
Santo Stefano Quisquina (IPA: [ˈsanto ˈstefano kwiˈskwiːna]; Santu Stèfanu in siciliano) è un comune italiano di 3 888 abitanti del libero consorzio comunale di Agrigento in Sicilia.
Prima del 10 maggio 1863, giorno in cui assunse l'attuale denominazione, il paese fu chiamato dapprima Santo Stefano di Melia e, in seguito, Santo Stefano di Bivona.

## Geografia fisica

### Territorio
Santo Stefano Quisquina è situato nell'entroterra agrigentino, ubicato ad un'altezza di 732 m s.l.m. È circondato dai monti Sicani, che fanno da corona al paese.

#### Orografia
Le montagne che circondano il paese sono le seguenti:
- Monte San Calogero (967 m)
- Serra della Moneta (1188 m)
- Monti San Filippo e Kadera (1192 m)
- Pizzo Stagnataro (1346 m)
- Pizzo Castelluzzo (1011 m)
- Serra Quisquina (1059 m)
- Pizzo della Rondine (1246 m)

#### Idrografia
Il territorio comunale di Santo Stefano Quisquina è situato nella valle del Magazzolo ed è ricco di sorgenti. È attraversato dai fiumi Magazzolo e Platani.

## Origini del nome
Il nome del comune deriva dal greco στέφανος (pronuncia stéfanos), corona, in quanto coronato dai monti Sicani: fu deciso, così, di consacrare il paese a Santo Stefano Protomartire. Quisquina, invece, è il nome della zona boschiva che circonda il comune. In passato il comune era chiamato dapprima "Santo Stefano di Melia" (attuale contrada del territorio di Castronovo di Sicilia), in seguito "Santo Stefano di Bivona" (per la notevole vicinanza con Bivona, antico ducato e capoluogo di distretto borbonico); il nome attuale, "Santo Stefano Quisquina", fu assunto definitivamente nel 1863.

## Storia
Santo Stefano Quisquina nasce come villaggio agro-pastorale attorno alle sorgenti di Capo Favara, sorge a 732 metri sul livello del mare e dista 73 km da Agrigento. Prima della sua fondazione, alcuni documenti attestano l'esistenza di un casale Sancti Stephani già nel X secolo, il cui territorio al tempo del re di Sicilia Ruggero II, era di proprietà dei Sinibaldi (parenti di santa Rosalia), signori della Quisquina e del monte delle Rose.
Nel 1296, ai tempi del Regno di Trinacria con re Federico III, compare, come primo signore di Santo Stefano, Giovanni di Caltagirone. Molte famiglie nobili governarono Santo Stefano: i Larcan, che nel 1559 vendette la baronia e gran parte dei suoi beni al Protonotaro del Regno di Sicilia Alfonso Ruiz, che fece dono della baronia alla madre Elisabetta nel 1574. Essendo questa moglie di Carlo Ventimiglia di Belmonte, nel 1599 ogni diritto passò alla famiglia Ventimiglia. Questi dominarono a lungo, e durante il loro regno il comune ebbe uno sviluppo demografico ed edilizio. Durante il Settecento fecero ricostruire importanti opere come il Castello Baronale e la Chiesa Madre. Nel 1812, con l'emanazione della nuova Costituzione del Regno di Sicilia, il comune entrò a far parte del nuovo Distretto di Bivona e il 10 maggio 1863 ha assunto definitivamente il nome attuale.

### Simboli
Lo stemma e il gonfalone del comune di Santo Stefano Quisquina sono stati concessi con decreto del presidente della Repubblica del 23 luglio 1981.
Stemma
(Art. 3 dello Statuto comunale)
Gonfalone
(Art. 3 dello Statuto comunale)

## Monumenti e luoghi d'interesse

### Architetture religiose

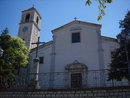
Prospetto della Chiesa Madre

- Chiesa Madre, Santuario di San Giacinto Giordano Ansalone (XIV secolo). Dal 1987 la chiesa è Santuario di San Giacinto Giordano Ansalone, martire domenicano stefanese vissuto tra il 1598 e il 1634. Il restauro più recente, terminato nel 2020, ha permesso di rinnovare la facciata e gli interni.
- Chiesa di San Francesco di Sales oppure Oratorio delle cinque Piaghe.

Vero e proprio gioiello dell'architettura sacra stefanese, è stata costruita intorno al 1580 ed è impreziosita da pregevoli stucchi nella volta del presbiterio e dal marmoreo altare maggiore del 1760 (nel paliotto le cinque piaghe sono rappresentate da altrettanti pezzetti di marmo rosso). Opere presenti: tela di S. Francesco di Sales del Settecento; nelle cappelle laterali S. Anna e la Madonna del Rosario del 1781; la Madonna Addolorata, scultura lignea del Pennino 1770, sul presbiterio una tela di Gesù risorto e Gesù crocifisso. Nell'altare maggiore la Deposizione del Cristo dalla Croce, scultura lignea del Settecento. Recentemente, dopo la sistemazione dei locali della Chiesa Madre sono state ritrovate tre quadri in cui vengono riportati i nomi delle consorelle della Confraternita di Maria SS. Addolorata con indicazione di erezione in questa chiesa il 10 luglio 1756 ormai non più esistente.
- Chiesa del Carmine (tra il XVI e il XVIII secolo).

Divenuta parrocchia nel 1950, crollò nel 1961 e oggi dell'edificio originale sopravvive solo il campanile a base squadrata. La nuova chiesa è stata consacrata il 26 dicembre 1999. Custodisce numerose opere importanti che un tempo si trovavano nella Chiesa Madre, come la tela dei 15 santi ausiliatori e una tela dei Manno doppiamente dipinta: Santa Rosalia che fugge la vanità del mondo e sul retro L'epigrafe un tempo era lo sportello che chiudeva la cappella di Santa Rosalia in Chiesa Madre coprendo così il busto-reliquiario; inoltre le tele dell'Annunciazione e della Veronica che asciuga il volto di Gesù di F. Panepinto dell'800 ed un prezioso crocifisso ligneo del '500.
- Chiesa di Sant'Antonio Abate o del Purgatorio.

Fondata nel 1708 la chiesa di San Antonio Abate ad unica navata con volta a botte è ricca di opere provenienti dal vicino ex convento di S. Domenico (oggi palazzo municipale), le opere sono tutte datati intorno al Cinquecento e il Seicento. Le opere più importanti sono un crocifisso ligneo del Settecento, una statua della Madonna Immacolata sorretta dagli angeli del Settecento e una statua di Sant'Antonio Abate rivestita d'oro zecchino del Seicento.
- Collegio di Maria.

Fondato nel 1772 per volere di G.E. Ventimiglia, il collegio è adiacente alla chiesa di S. Antonio Abate ed è delle Suore collegine della Sacra Famiglia; rappresenta un piccolo museo di opere poiché raccoglie tele e sculture provenienti da chiese ora non più esistenti.

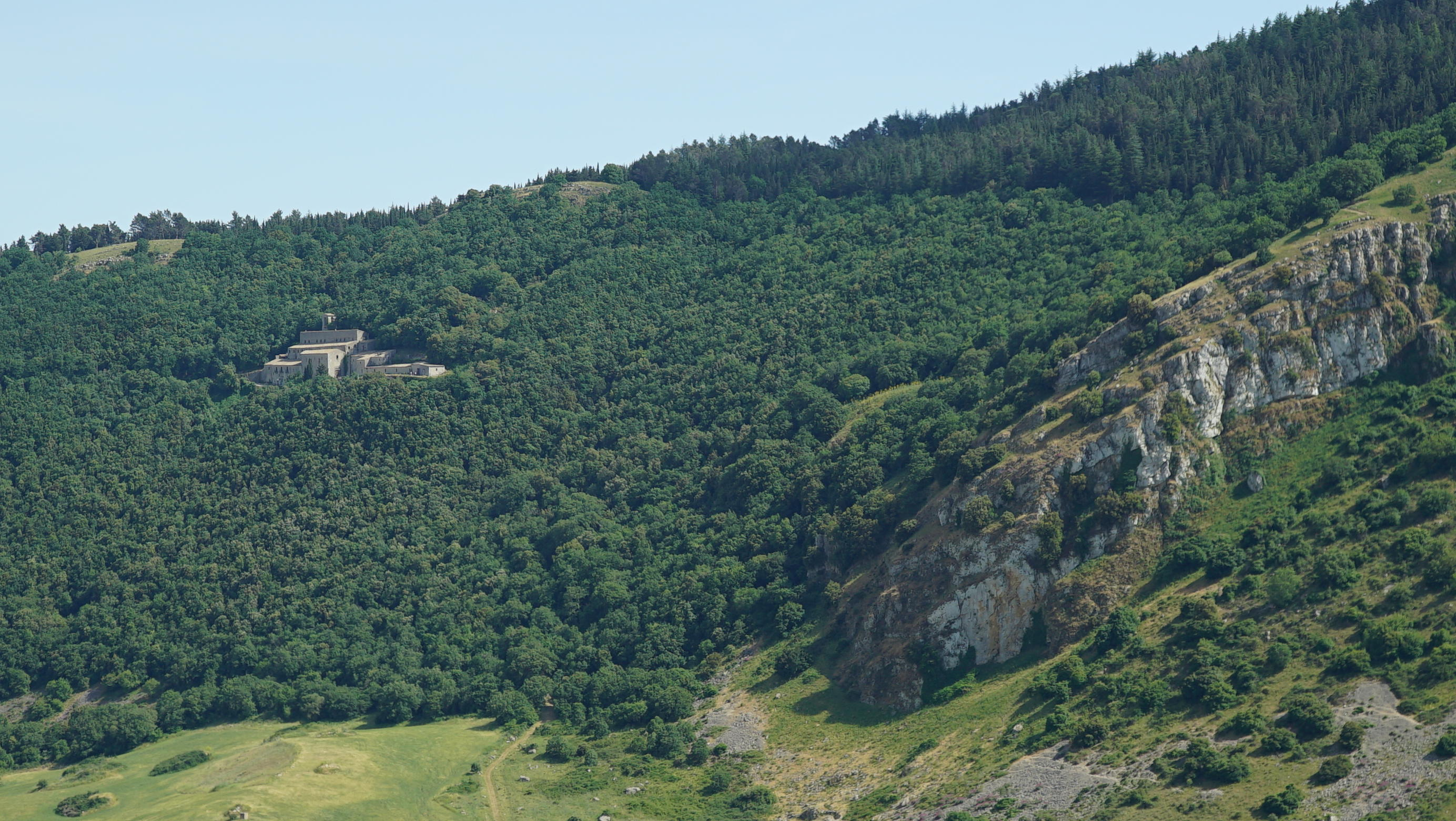
L'eremo di Santa Rosalia alla Quisquina

- Eremo di Santa Rosalia alla Quisquina, da cui parte l'Itinerarium Rosaliae.

- Chiesa di San Calogero (XIX secolo).

A quota 967 m s.l.m. sorge la cinquecentesca chiesa di San Calogero, sul pizzo dell'omonimo monte, più volte restaurata, l'ultimo è degli anni ottanta. Raggiungibile attraverso una stradella nel bosco, si può scorgere una splendida chiesetta che il punto silenzioso, elevato e panoramico la rende particolarmente suggestiva. All'interno: busto di bronzo del Santo ed un altare con un bassorilievo raffigurante San Calogero che guarda la montagna e due tele raffiguranti alcuni momenti della vita del Santo.

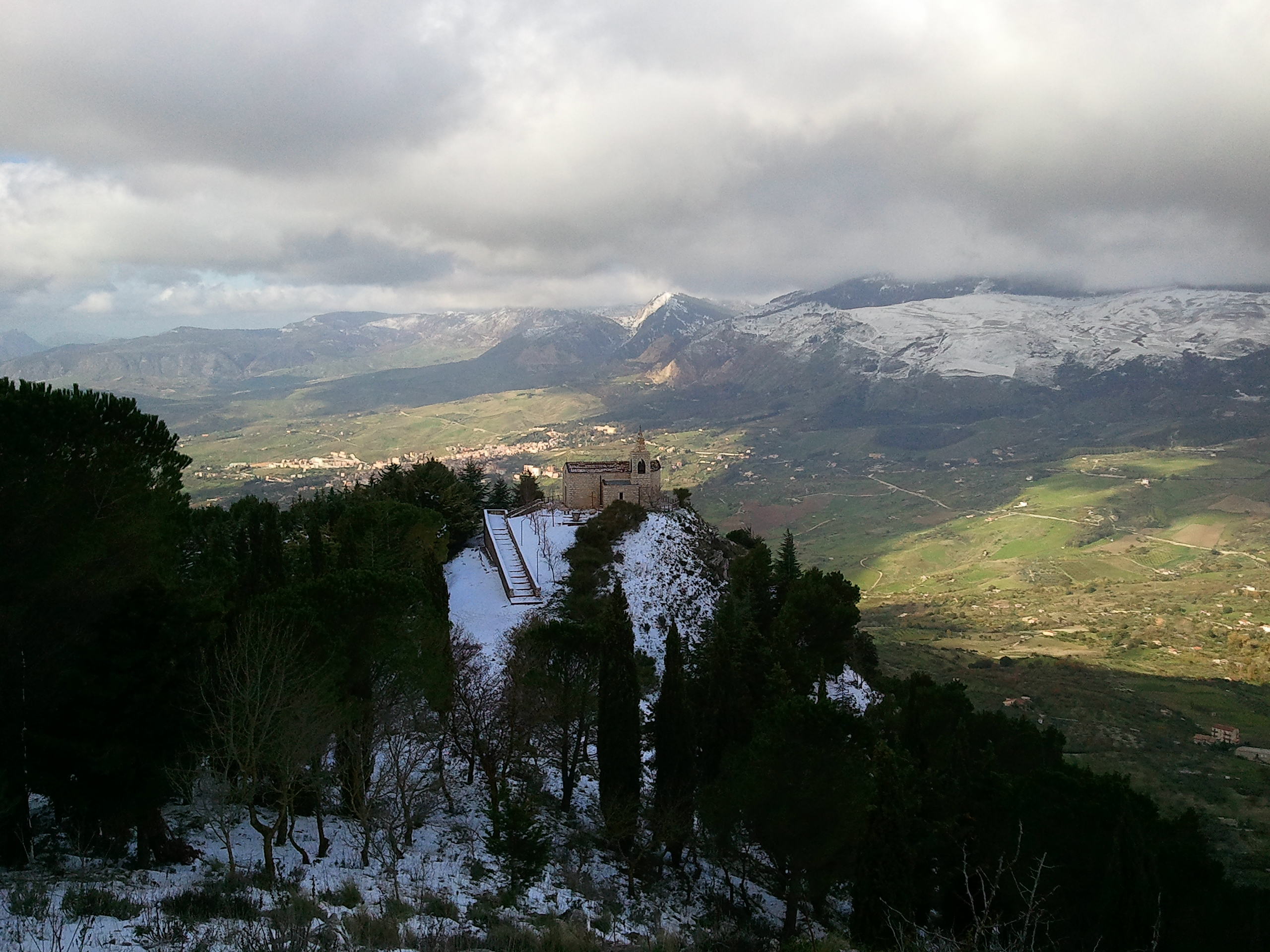
La piccola chiesetta di San Calogero posta sull'omonimo monte, in versione invernale.

- Chiesa della Madonna della Catena (XIV secolo).

Ad una sola navata. L'altare è in marmo e dominato dalla statua della Vergine della Catena, opera lignea di autore ignoto del '700. Fino agli anni Cinquanta, la chiesa era affiancata da un piccolo eremo.

### Architetture civili
- Castello

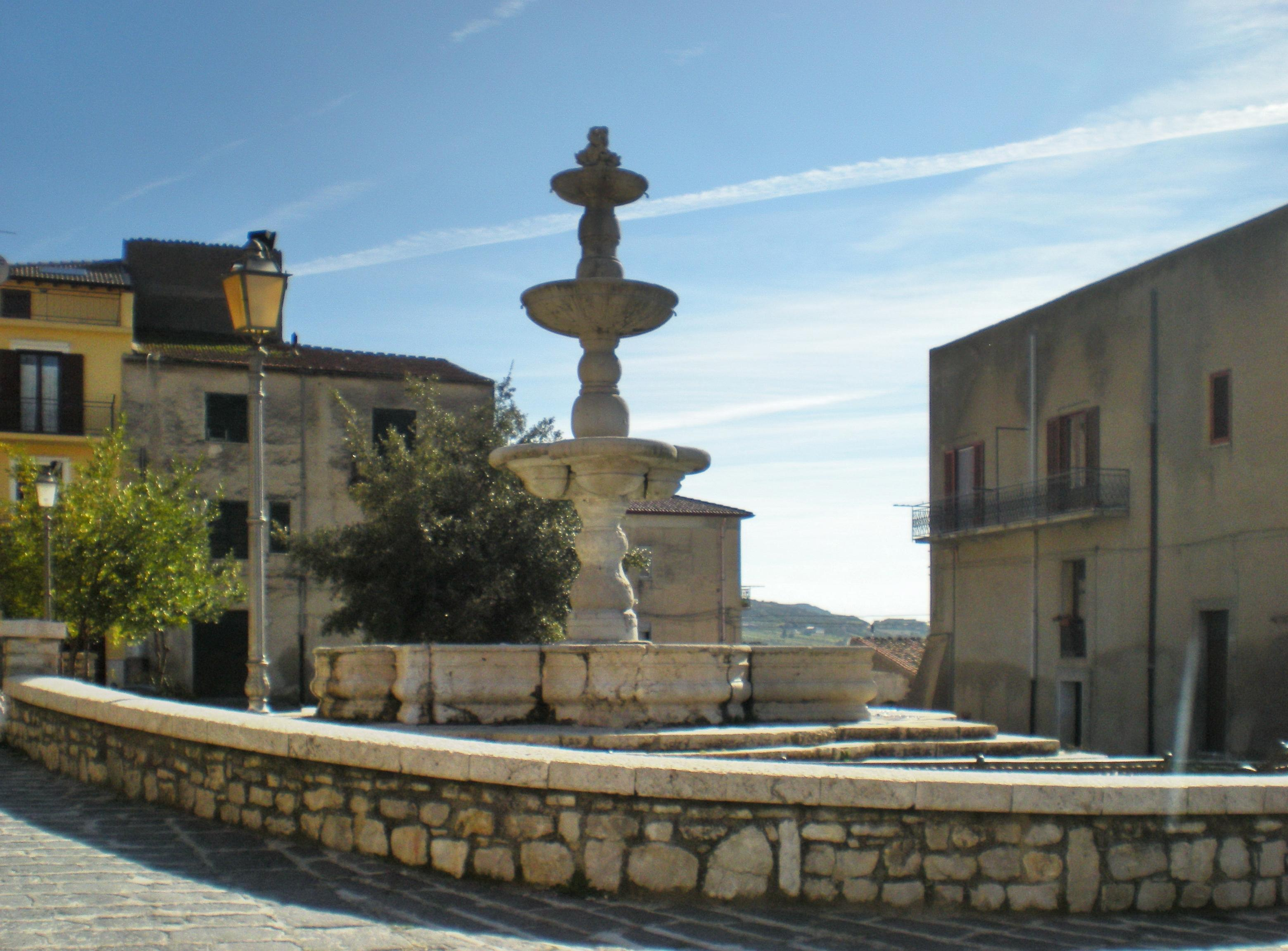
Fontana di piazza Castello; a destra, l'antico castello baronale

- Teatro Andromeda, un teatro costruito da un pastore artista.

### Siti archeologici
Una campagna di scavi effettuata da un team dell'istituto archeologico dell'Università di Gottingen nel biennio 2009-2010 ha messo in luce circa 200 siti archeologici rinvenuti nei territori di Santo Stefano Quisquina e di alcuni comuni limitrofi.

### Aree naturali

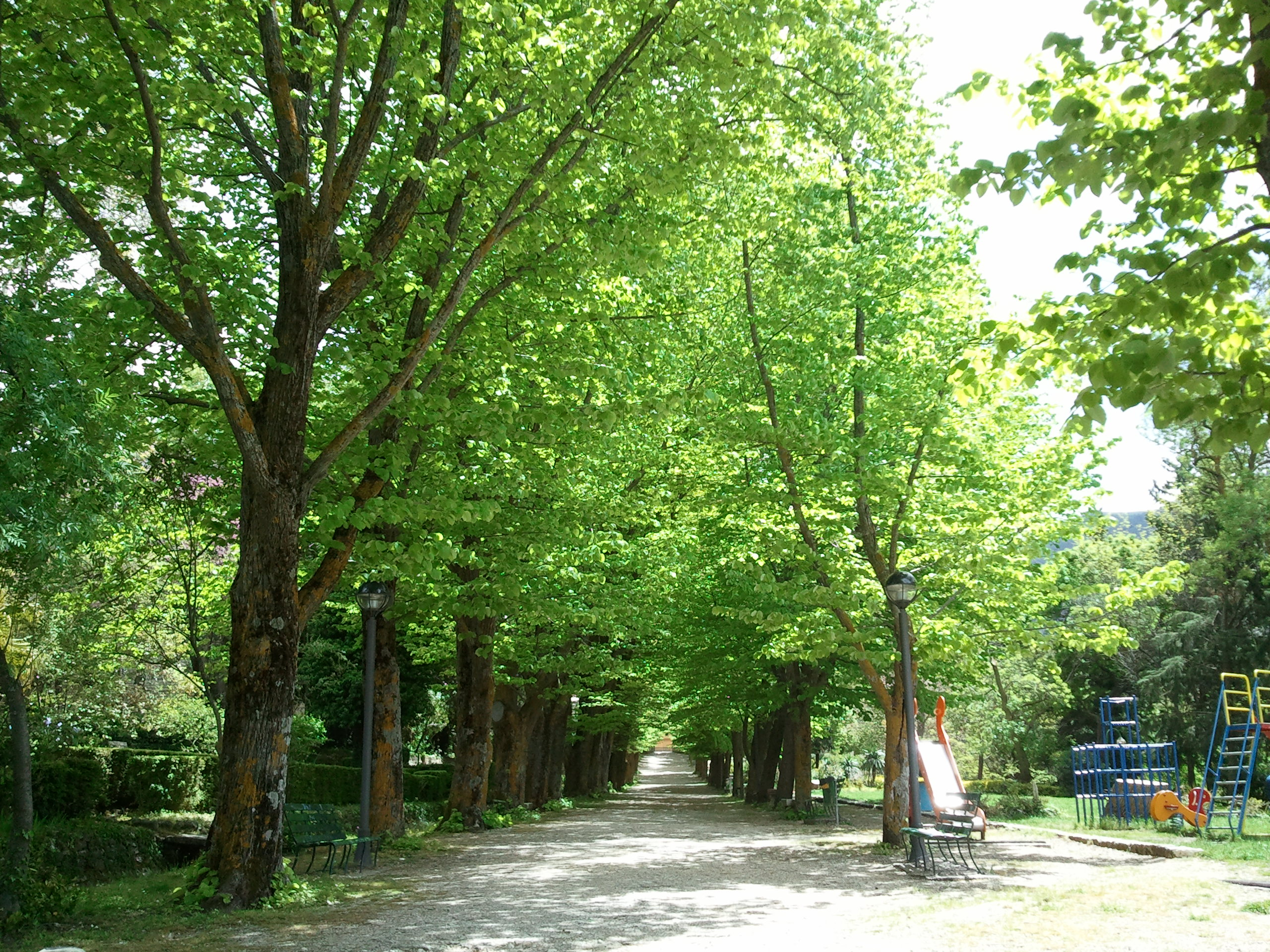
La villa comunale

- Riserva naturale orientata Monte Cammarata
- Parco urbano
- Villa Comunale

La villa comunale è uno dei luoghi più suggestivi e tranquilli di Santo Stefano Quisquina, oltre a offrire refrigerio nei mesi estivi è un luogo d'incontro frequentato volentieri dagli stefanesi. Fu realizzata intorno al 1910 in seguito ad una frana avvenuta alla fine dell'Ottocento che distrusse alcune abitazioni, fra cui la chiesa della Maddalena minacciando anche la Chiesa Madre. Per porre rimedio ai danni causati dallo smottamento del terreno si ebbe l'idea di creare un giardino pubblico ricco di alberi le cui radici avrebbero fermato il terreno. La villa ospita numerose varietà botaniche come tigli, cipressi, salici, pini, palme, tasso. Varcando il cancello di ingresso il maestoso Viale dei tigli. All'interno della villa si trovano un parco giochi per i bambini, un campo da tennis e un gran numero di panchine dove sostare.

## Società

### Evoluzione demografica
Abitanti censiti

### Etnie e minoranze straniere
Gli stranieri residenti a Santo Stefano Quisquina al 1° gennaio 2024 sono 27 e rappresentano lo 0,7% della popolazione residente. La comunità straniera più numerosa è quella proveniente dalla Romania con il 77,8% di tutti gli stranieri presenti sul territorio.

### Religione
La religione maggiormente praticata a Santo Stefano Quisquina è il cattolicesimo.
Santo Stefano Quisquina è definito da molti "Terra di Santi". Diverse figure di santità hanno lasciato il loro profumo e i segni del loro passaggio.
Il paese ha dato i natali a un grande missionario martire domenicano: Giacinto Giordano Ansalone.
Nato e battezzato il 1ºnovembre 1598, come risulta dall'atto di battesimo conservato nell'archivio della Chiesa Madre. Formatosi nel convento di San Domenico del paese, successivamente ad Agrigento, Palermo e in Spagna, partì missionario in Giappone dove fu martirizzato il 17 novembre 1634.
Forte e molto antico è il culto nei confronti di Santa Rosalia. Il Monte Quisquina faceva parlare di Lei tanto da essere nominato come il monte e il bosco di Santa Rosalia. Giovane Fanciulla, lasciò la corte Palermitana per ritirarsi in una grotta sul monte Quisquina, terra del padre che conosceva molto bene. Qui passò la sua vita per ben 12 anni come dicono gli studiosi. Sulla parete rocciosa, all'ingresso della grotta, lasciò un’epigrafe scalfita, che recita: “Ego Rosalia Sinibaldi Quisquinae et Rosarum Domini filia amore domini mei Jesu Cristi ini hoc antro abitari decrevi”. Non sentendosi più al sicuro, fece ritorno a Palermo sul Monte Pellegrino dove rimase fino alla morte.
Subito dopo la scoperta delle reliquie della Santa, avvenuta sul Monte Pellegrino il 15 Luglio 1624, nel febbrile clima di ricerche sulle orme della Santa Romita, due muratori palermitani, che lavoravano a S. Stefano, avendo sentito parlare della Quisquina dove una Fanciulla aveva dimorato, si misero alla ricerca della grotta. Era il 24 Agosto 1624 trovarono tra le sterpaglie un vecchio altare abbandonato e un buco nella roccia, vi si calarono e notarono dei segni incisi nella roccia. La notizia del ritrovamento si diffuse subito in paese. 
Un'altra testimonianza del culto verso Santa Rosalia è una tela del 1464 conservata nella chiesa madre che raffigura i tre protettori del paese, al centro Maria SS. della Catena e ai lati santo Stefano protomartire e santa Rosalia.
Ogni anno il martedì successivo alla prima domenica di giugno, il mezzobusto d'argento con le reliquie di santa Rosalia, viene portato in pellegrinaggio fino al santuario della Quisquina con un corteo di cavalieri e di devoti a piedi scalzi.
Tradizione narra che anche da queste parti sia passato nel suo predicare per la Sicilia, San Calogero Eremita, un piccolo Santuario posto in cima al “Pizzo della Finocchiara”, da tempi immemorabili fa da "Faro" al paese.

### Eventi
A Santo Stefano Quisquina si celebrano le seguenti feste liturgiche:
- 19 marzo: festa di san Giuseppe con la realizzazione dei tipici altari e processione del santo per le vie del paese.
- Pasqua e riti della Settimana Santa: Processione del Venerdì Santo verso il calvario, rito della crocifissione, alla sera la Solenne processione con l'urna e l'Addolorata accompagnato dal Tradizionale canto del Lamento in Siciliano chiamato Lu Recitu.
- Prima domenica di giugno: Solenni festeggiamenti in onore della patrona santa Rosalia. Dal sabato al martedì tanti momenti d'intrattenimento folkloristici e religiosi. La festa culmina il martedì successivo con il pellegrinaggio del Busto Argenteo della Santuzza fino all'eremo della Quisquina con la tradizionale cavalcata.
- 17 e 18 giugno: festa di san Calogero. Il 17 sera, pellegrinaggio notturno del Simulacro del Santo verso il Pizzo di San Calogero con la tradizionale corsa, al Pizzo veglia sotto e stelle e agape fraterna. Il 18 processione del Santo per le vie del paese.
- 16 Luglio: Festa della Madonna del Carmine Regina di Santo Stefano Quisquina. Momenti religiosi e processione per le vie del paese.
- Prima domenica di agosto: Solenni festeggiamenti estivi in onore del Santo concittadino Giacinto Giordano Ansalone.
- Seconda domenica di ottobre: Festa di Maria SS. della Catena.
- 17-19 novembre Festa liturgica di San Giacinto Giordano Ansalone compatrono del paese.
- 13 dicembre: Festa di Santa Lucia, processione per le vie del paese.

## Cultura

### Istruzione

#### Biblioteche
La biblioteca comunale "Giordano Ansalone" ha sede nell'ex municipio comunale in piazza Municipio. Dispone di un patrimonio di 14 000 volumi, con incrementi annui di 300 opere, 10 periodici e 2 quotidiani.

#### Scuole
A Santo Stefano Quisquina si trova il Liceo delle Scienze Umane "Madre Teresa di Calcutta" e l'Istituto Comprensivo "Maestro Lorenzo Panepinto".

### Media

#### Radio
La radio cittadina è Radio Santo Stefano che trasmette sui 94.60 MHz, che viene ricevuta anche nei comuni limitrofi e si può ascoltare in streaming sul sito dell'emittente.

#### Web TV
Il principale sito di informazione online su Santo Stefano Quisquina e comuni limitrofi è Quisquinachannel.it, attraverso la sua Web TV.

## Economia
Il territorio del comune è compreso nella zona di produzione del Pistacchio di Raffadali D.O.P.

## Infrastrutture e trasporti
Il comune è attraversato dalla strada statale 118 Corleonese Agrigentina.

## Amministrazione
Di seguito è presentata una tabella relativa alle amministrazioni che si sono succedute in questo comune.
| Periodo        | Periodo        | Primo cittadino      | Partito                       | Carica  | Note   |
| -------------- | -------------- | -------------------- | ----------------------------- | ------- | ------ |
| 5 agosto 1985  | 12 agosto 1990 | Salvatore Capodici   | Democrazia Cristiana          | Sindaco | [ 14 ] |
| 12 agosto 1990 | 27 giugno 1994 | Salvatore Cimò       | Partito Repubblicano Italiano | Sindaco | [ 14 ] |
| 27 giugno 1994 | 25 maggio 1998 | Giuseppe Chillura    | -                             | Sindaco | [ 14 ] |
| 25 maggio 1998 | 27 maggio 2003 | Salvatore Presti     | sinistra                      | Sindaco | [ 14 ] |
| 27 maggio 2003 | 17 giugno 2008 | Salvatore Presti     | lista civica                  | Sindaco | [ 14 ] |
| 16 giugno 2008 | 11 giugno 2013 | Stefano Leto Barone  | lista civica                  | Sindaco | [ 14 ] |
| 11 giugno 2013 | "in carica"    | Francesco Cacciatore | lista civica                  | Sindaco | [ 14 ] |

### Altre informazioni amministrative
Il comune di Santo Stefano Quisquina fa parte delle seguenti organizzazioni sovracomunali:
- regione agraria n.1 (Versante meridionale dei Sicani)[15];
- unione di comuni "Platani - Quisquina - Magazzolo".

## Sport

### Calcio
La squadra di calcio maschile cittadina è la U.S.D. Quisquinese Santa Rosalia che milita nel campionato di Terza Categoria.
La squadra di calcio a 5 femminile è la Quisquinese Santa Rosalia che milita nella serie C regionale.

## Galleria d'immagini

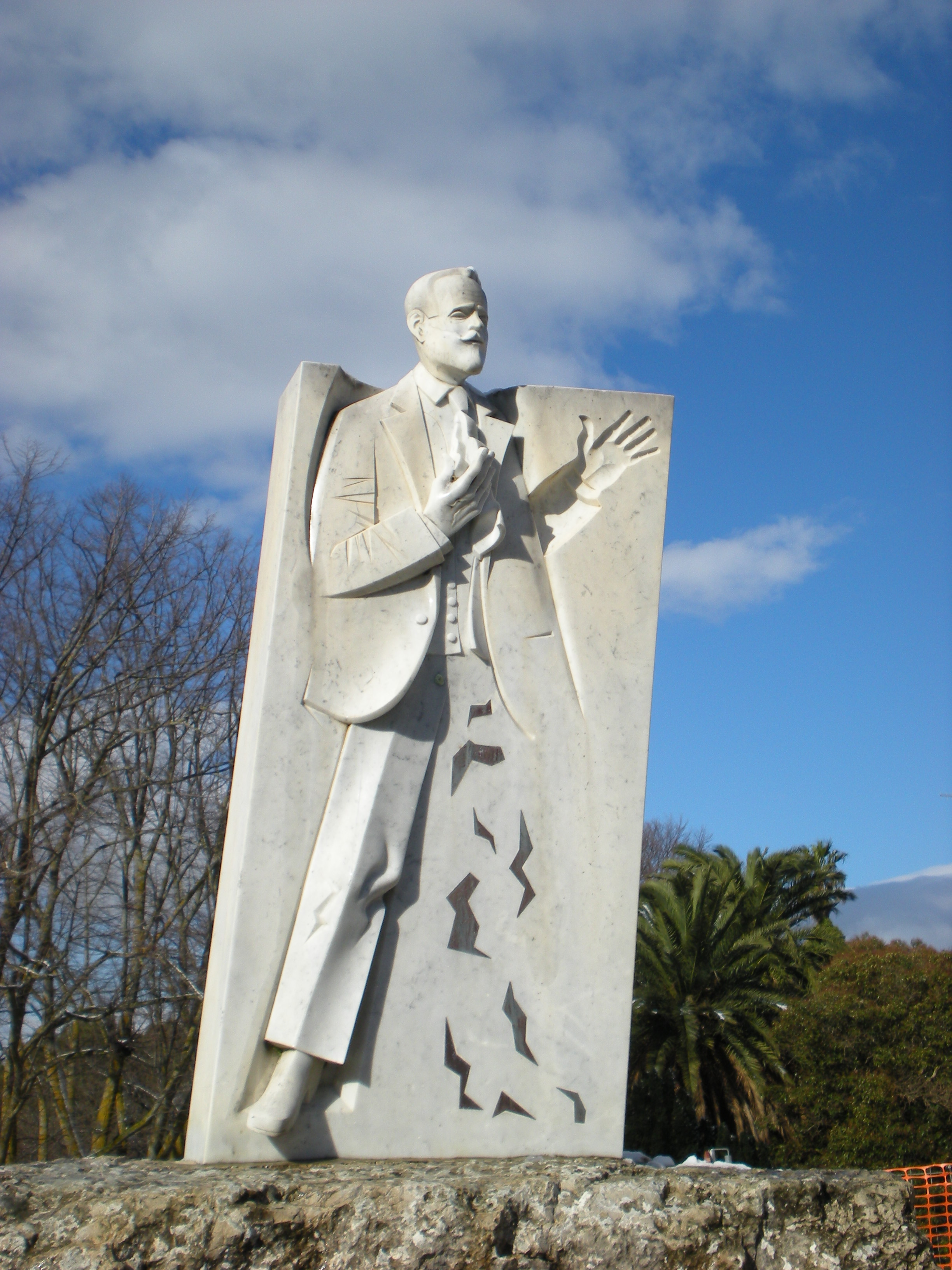
Statua di Lorenzo Panepinto
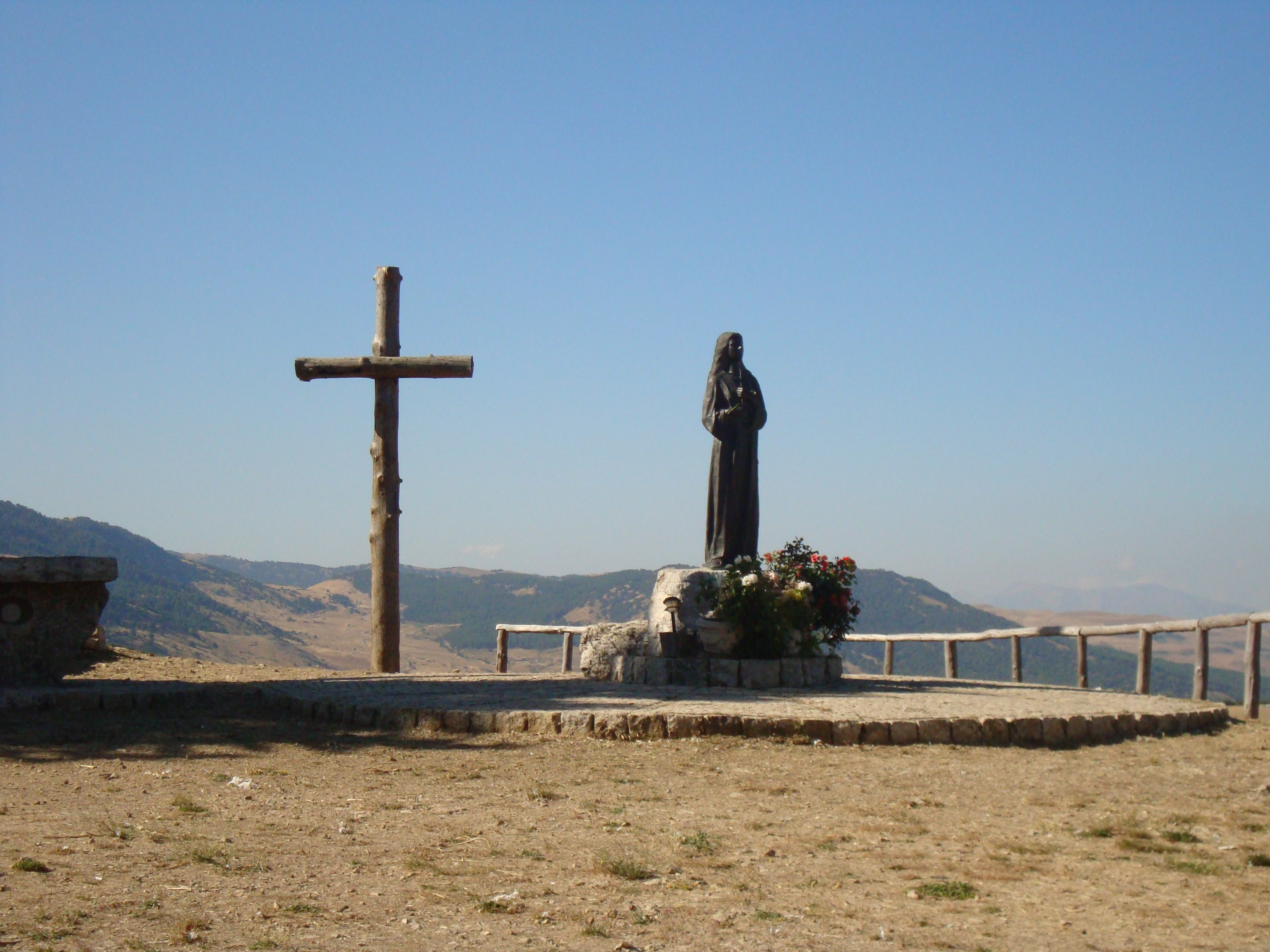
Eremo di Santa Rosalia alla Quisquina
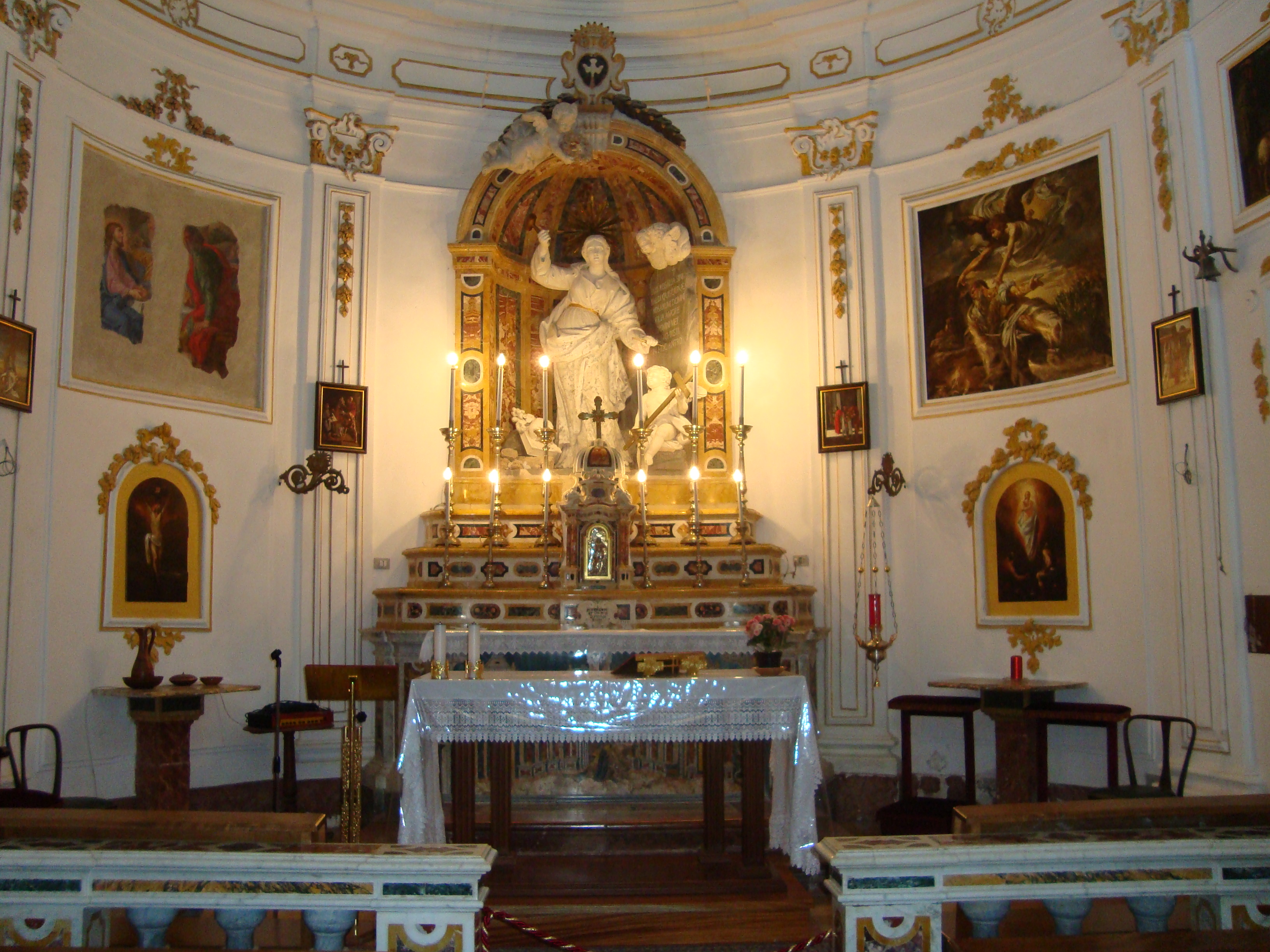
Altare della Chiesa annessa all'Eremo di Santa Rosalia
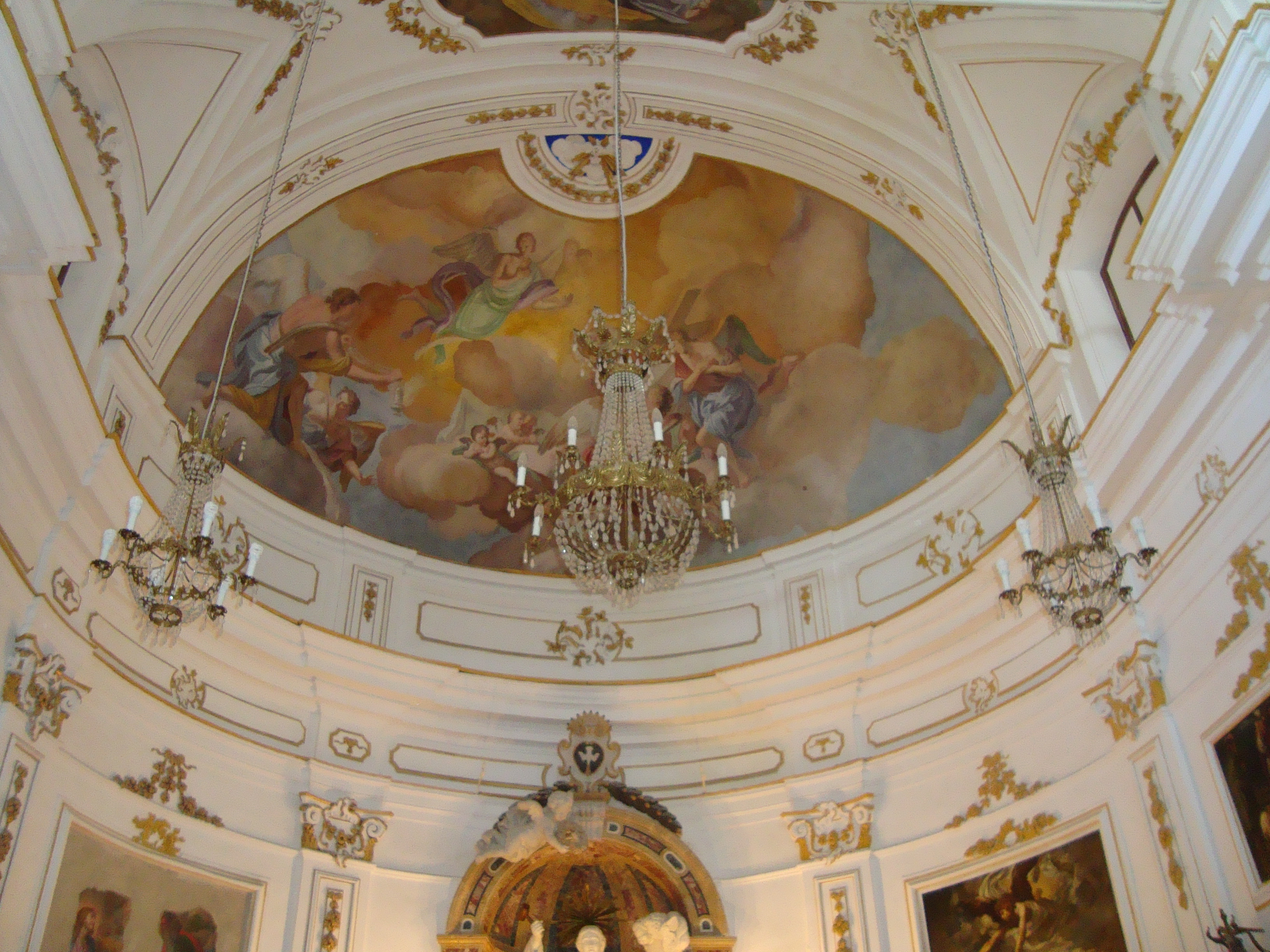
Affreschi nella Chiesa annessa all'Eremo di Santa Rosalia